# Acca Larentia
Acca Larentia római mitológiai alak, Faustulus albai pásztor felesége. Ünnepét, a Larentaliát december 23-án ülték Rómában.

## Nevelőanya
Az egyik mitológiai történet szerint, Livius nyomán, Romulus és Remus nevelőanyja.
Tizenkét fia volt, és amikor az egyik meghalt, Romulus átvette a helyét, és a többi tizeneggyel megalapította az Arval testvérek papi közösségét. Acca Larentia ezáltal Dia istennőnek felel meg (termékenységistennő).

## Róma jótevője
Egy másik hagyomány szerint Acca Larentia egy gyönyörű nő volt Ancus Marcius uralkodása idején. Héraklész kockajátékon díjként megnyerte. Később azt tanácsolta neki, hogy az első gazdag emberhez menjen feleségül, akivel találkozik. Ez  Carutius (vagy Tarrutius) volt. Larentia később minden vagyonát megörökölte. Miután halálakor a vagyont Rómára hagyományozta, Ancus eltemette, és évenként megünnepeltette a Larentalia ünnepét.

## Prostituált
Prostituáltként is megjelenik. Az így szerzett vagyont hagyta a római népre. A pásztorok Lupának nevezték, ami nőstényfarkast jelent. A lupa (vagy luppa l. Luppa-sziget) egyébként a rómaiaknál a prostituált szinonimája is.